# Zjizn i smert Poesjkina
Zjizn i smert Poesjkina (Russisch: Жизнь и смерть Пушкина) is een film uit 1910 van regisseur Vasili Gontsjarov.

## Verhaal
De film toont een aantal afleveringen uit het leven van de dichter Alexander Poesjkin.